# 宮島航路

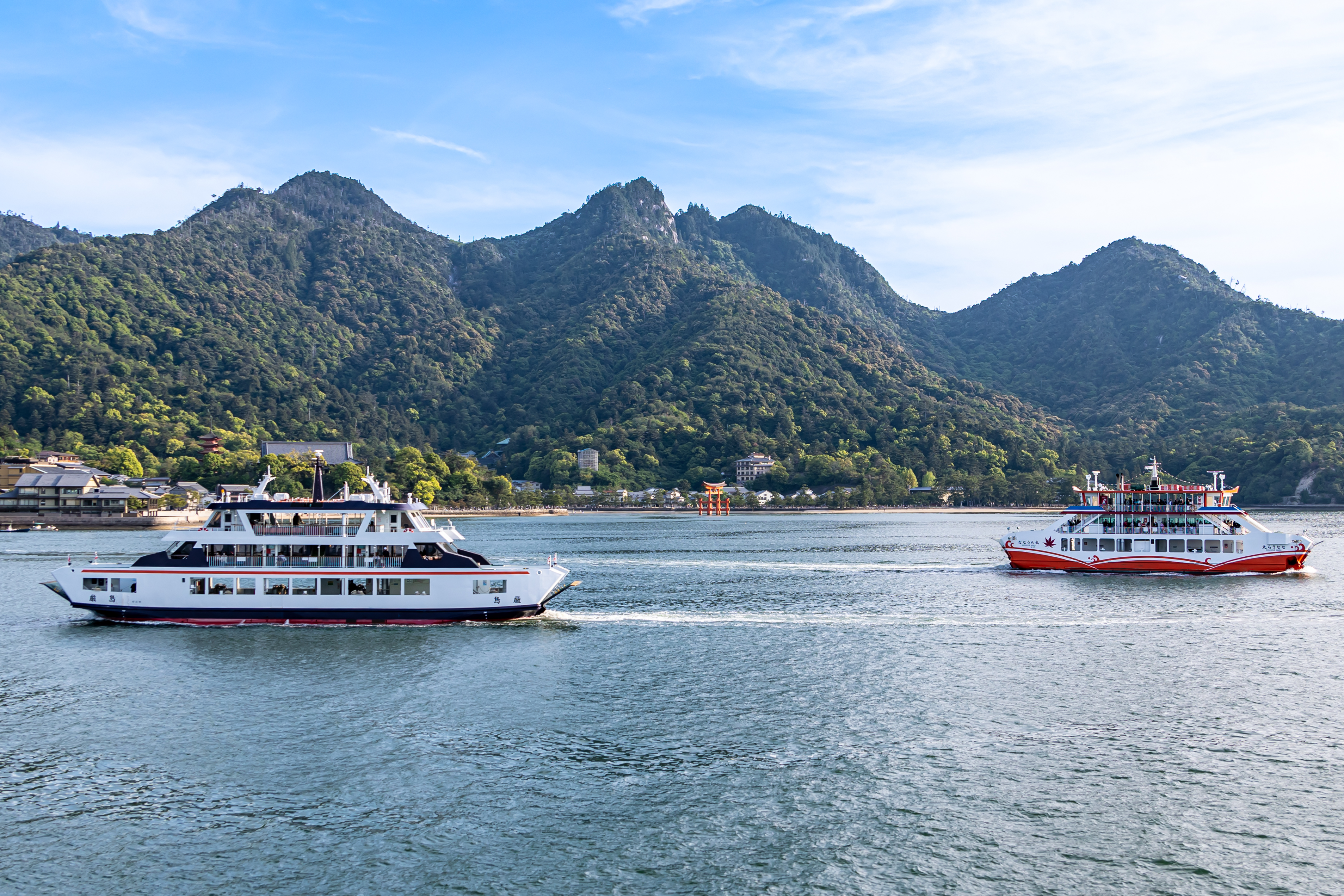
宮島松大汽船の「厳島」（左）とJR西日本宮島フェリーの「ななうら丸」（右）。背景に弥山と麓に厳島神社大鳥居

宮島航路（みやじまこうろ）は、厳島（宮島）との間に就航している航路である。

## 現在
2024年（令和6年）現在、宮島口-宮島間の主要な航路としては以下の2路線が就航している。いずれも広島県道43号厳島公園線の一部をなしている。
- 広島電鉄系の宮島松大汽船
- 西日本旅客鉄道系のJR西日本宮島フェリー（宮島連絡船）

このほか、瀬戸内シーラインが運航する広島港発グランドプリンスホテル広島前経由の「広島・元宇品〜宮島航路」や、アクアネット広島が運航する原爆ドーム近くの元安桟橋間を結ぶ「世界遺産航路」などもある。
利用者数の詳細は、「宮島桟橋#利用状況」を確認のこと。

## 宮島連絡船就航前
江戸時代より、廿日市や地御前から出航する渡海船および番船が、宮島や能美島に就航していた。
1877年（明治10年）、当時の国道が海沿いにルート変更し参拝者が増加。翌1878年（明治11年）8月に渡船業者の届け出が義務化された。1888年（明治21年）には業者間の申し合い規約書が定められた。
1891年（明治24年）時点で、地御前村阿品（現・廿日市市阿品）には十数隻の渡海船が就航していた。当時の運賃は、水夫1人の場合1人6銭・2人8銭・3人9銭。以降、乗客が1人増えるごとに1銭増加。水夫が1人増えるごとに5銭追加していた。しかし、業者間の競争によって申し合いはあまり守られていなかった。
1894年（明治27年）、再度申し合い規約書が同業者一同78人で記名調印した。同年には宮内村（現・廿日市市宮内）にも業者が存在していた。
同年、広島市西本川（現・広島市中区中島町）の汽船問屋、石井久平が小型の蒸気船長安丸を購入。宇品・廿日市・宮島・呉間に就航したが、1896年（明治29年）8月に寄港が途絶気味になり、廃止になった模様である。

## 宮島連絡船就航後
1897年（明治30年）9月25日、山陽鉄道の延伸にあわせて広島市在住の実業家、早速勝三が、赤崎海岸に桟橋を設置。宮島間の航路を就航した。後に町有志の事業になり、山陽鉄道が買収。その山陽鉄道が国に買収されたことで、国の航路になった。これが現在の宮島連絡船のルーツになっている。
一方で1925年（大正14年）7月には、広島電鉄の前身の広島瓦斯電軌が、宮島線を地御前駅まで開業。駅から桟橋までは自動車で連絡し、新宮島桟橋（現在の西広島バイパス高架合流付近）から宮島桟橋間の「新宮島連絡船」を就航させた。翌1926年（大正15年）に宮島線は新宮島駅まで開業し、自動車による連絡は解消されたが、1931年（昭和6年）の宮島線の電車宮島駅（現・広電宮島口駅）開業で航路は廃止された。
1939年（昭和14年）には「合資会社松大航運社」が設立。1957年（昭和32年）に「宮島松大観光船有限会社」に組織変更され、翌1958年（昭和33年）に広島電鉄の資本参加を受けた。これが現在の宮島松大汽船のルーツになっている。

## 年表
- 江戸時代 - 廿日市や地御前より渡海船や番船が就航
- 1878年（明治11年）8月 - 渡海業者の届け出義務化
- 1888年（明治21年） - 業者間の申し合い規約書が定められる
- 1894年（明治27年） - 再度業者間の申し合い規約書が定められる
- 同年 - 広島市の汽船問屋、石井久平による航路就航
- 1896年（明治29年）頃 - 石井久平による航路自然消滅
- 1897年（明治30年）9月25日 - 広島市の早速勝三が航路開設（宮島連絡船の始まり）
- 1900年（明治33年）6月 - 早速勝三の航路を宮島有志により引き継ぎ「渡津合資会社」になる
- 1901年（明治34年）9月 - 「渡津合資会社」が組織変更。「渡津株式会社」になる
- 時期不明 - 「渡津株式会社」が「宮島渡航株式会社」になる?
- 1903年（明治36年）5月8日 - 「宮島渡航株式会社」すべてを山陽鉄道が買収して直営航路として運航開始
- 1906年（明治39年）12月1日 - 山陽鉄道が国有化される
- 1925年（大正14年）7月15日 - 広島瓦斯電軌による宮島行航路「新宮島連絡船」開始
- 1931年（昭和6年）2月1日 - 広島瓦斯電軌による宮島行航路「新宮島連絡船」廃止
- 1939年（昭和14年）12月 - 「合資会社松大航運社」設立（「宮島松大汽船」の始まり）
- 1957年（昭和32年）4月 - 「宮島松大観光船有限会社」設立
- 1958年（昭和33年）3月6日 - 「宮島松大観光船」が広島電鉄の出資を受けて広電グループになる
- 1987年（昭和62年）4月1日 - 国鉄分割民営化で、宮島連絡船は西日本旅客鉄道に移管される
- 2004年（平成16年）7月 - 「宮島松大観光船」が組織変更で「宮島松大汽船株式会社」になる
- 2009年（平成21年）4月1日 - 宮島連絡船が西日本旅客鉄道からJR西日本宮島フェリーに移管される